# Where’s George?

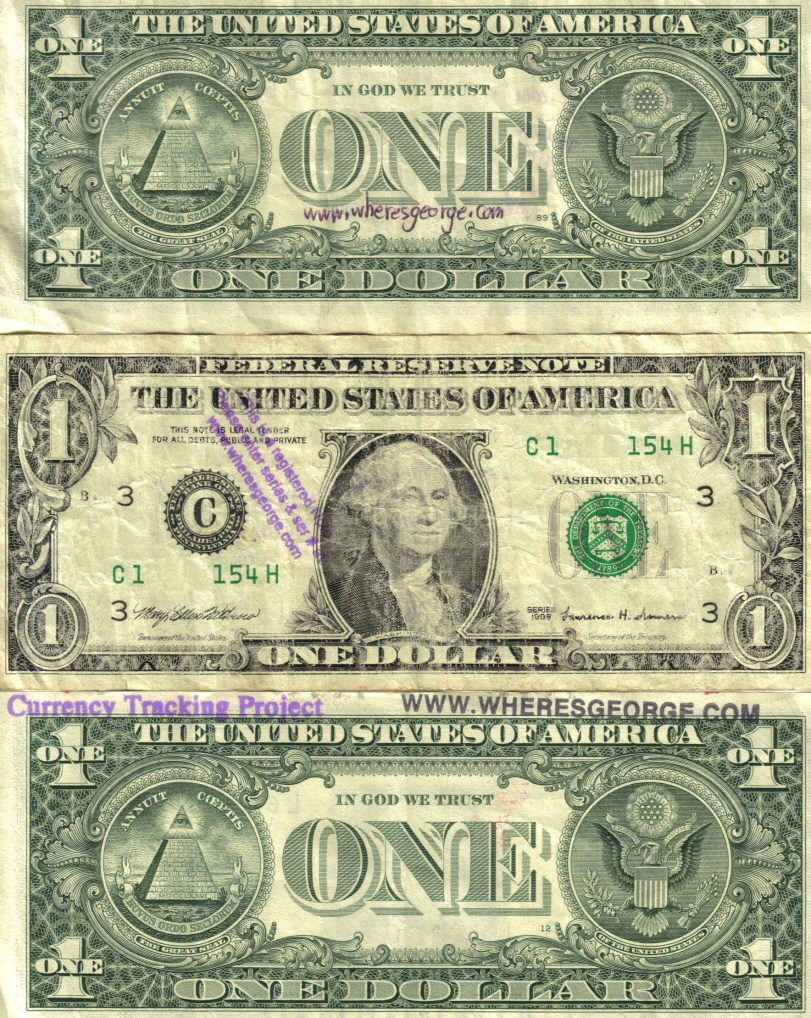
Примеры купюр, помеченных различными способами

Where’s George? (с англ. — «А где Джордж?») — веб-сайт, созданный для отслеживания перемещений американских бумажных денег. По его мотивам открылось множество подобных сайтов, и он был использован как минимум в одном исследовании обычных путешествий людей по США. По состоянию на 13 мая 2014 года в системе отслеживалось 237 911 168 банкнот.
Название сайта обыгрывает популярную в США серию детских книжек «Where’s Wally?», в которых ребёнку предлагается найти на картинке определённого персонажа (Wally) среди множества людей и предметов; под George, которого сайт предлагает «найти», имеется в виду Джордж Вашингтон (англ. George Washington), изображённый на однодолларовой купюре. Сайт отслеживает также двух-, пяти-, десяти-, двадцати-, пятидесяти- и стодолларовые купюры. Купюры в 1 доллар и 20 долларов — самые популярные в системе. Никакой другой цели, кроме отслеживания перемещений денег, у сайта нет, но некоторые его пользователи любят отслеживать интересные маршруты-«бинго». Примеры «бинго» — регистрация купюры во всех 50 штатах, или регистрация купюр всех 12 федеральных банков.

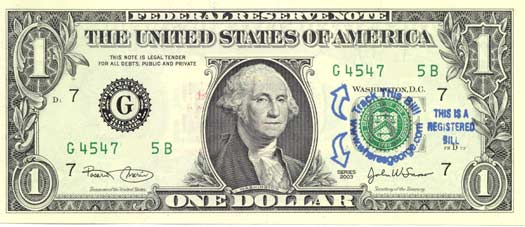
Пример помеченной штампом сайта банкноты

Многие купюры, будучи единожды введены в систему, больше никогда в ней не появляются; рекорд сайта — купюра в 1 доллар, отмеченная 15 раз. Для повышения шансов на повторную пометку купюры пользователи могут ставить на купюры печати с приглашением заглянуть на сайт. Однако сайт не поощряет порчу купюр; его создатель в интервью 1999 года говорил, что у службы безопасности есть более важные дела, чем противодействие таким печатям. В 2000 году сайт был остановлен за продажу этих печатей, так как это действие было признано незаконной рекламой на денежных знаках, запрещаемой 18 U.S.C., § 475.
Сам сайт был открыт в декабре 1998 года Хэнком Эскином (Hank Eskin), консультантом по базам данных в г. Бруклайне (штат Массачусетс).